# 324-й мотострелковый полк
324-й мотострелковый полк (сокр. 324 мсп, в/ч 61931) — тактическое формирование сухопутных войск СССР и Российской Федерации.
Полк на момент расформирования находился в составе 34-й мотострелковой дивизии Уральского военного округа. Пункт постоянной дислокации — г. Екатеринбург (Свердловск) Свердловской области.

## История
В 1957 году формирование преобразовано из 324-го стрелкового полка 77-й стрелковой дивизии в 324-й мотострелковый полк (в/ч 61931) 126-й мотострелковой дивизии Уральского военного округа.
На конец 1980-х и начало 1990-х 324-й полк находился в составе 34-й мотострелковой дивизии Уральского военного округа и дислоцировался в г. Екатеринбург.
324-й мотострелковый полк принял участие в Первой чеченской войне под командованием полковника Михаила Родьева. К 1995 году личный состав полка как таковой отсутствовал, поэтому перед отправкой в Чеченскую республику, его комплектовали со всего Уральского военного округа. В качестве пополнения, из Забайкальского военного округа были высланы транспортные самолёты с рядовым и частично офицерским составом из гарнизона Гусиноозёрска.
21января 1995 года 324-й полк прибыл в село Толстой-Юрт недалеко от г. Грозный. В дальнейшем полк занимался блокированием Грозного с восточного направления совместно с 166-й гв. омсбр. Несмотря на контратаки противника, были выставлены блокпосты на дорогах в Пригородное и Гикаловский. Это позволило пресечь доставку боеприпасов и подкреплений дудаевцам. Внезапным налётом отряд полка занял н. п. Гикаловский, однако боевики смогли перегруппироваться и окружить отряд 3 февраля 1995. 6 февраля со стороны Черноречья 1-й батальон 324-го полка при поддержке морской пехоты смогли деблокировать окруженцев. С 13 марта полк вёл боевые действия у посёлков Чечен-Аул и Старые Атаги с целью захвата переправ через реку Аргун. После этого, совместно с другим частями федеральных сил (ФС), 324-й полк участвовал в освобождении от дудаевцев Аргуна, Гудермеса и Ведено.
В конце марта 1995 полк прикрывал с тыла группировку федеральных сил атаковавшую город Шали. После перерыва, в мае — июне 1995, полк сражался на горном шатойском направлении. 11 июня полк овладел рубежом в 2 км северо-западнее горы Мамышасты возле Малые Варанды в 1 км севернее села Зоны. 12 июня полк блокировал западную окраины Зоны, где в период 13—18 июня 1995 занимался уничтожением отрядов боевиков совместно с десантниками из 104-й и 7-й воздушно-десантных дивизий.
24—26 мая 1995 324-й мотострелковый полк сражался у сёл Дуба-Юрт и Чишки.
7 мая 1996 полк, совместно с 166-й и 136-й мотострелковыми бригадами, занял село Гойское. 17 мая полк участвовал в операции по очистке Старого Ачхоя от боевиков вместе с 131-й мотострелковой бригадой.
19—24 мая 1996 батальон полка переброшен на штурм Бамута.
Во время нападения боевиков на Грозный, полк 10—11 августа 1996 участвовал в уличных боях за город, где потерял 39 человек погибшими.
За время боевых действий во время Первой чеченской войны полк потерял 210 солдат и офицеров убитыми и 9 пропавшими без вести.